# Elizabeth Peña
Pour les articles homonymes, voir Peña (homonymie).
Elizabeth Peña, crédité sous son nom complet Elizabeth Maria Peña, au début de sa carrière, est une actrice américaine, née le 23 septembre 1959 à Elizabeth, dans le New Jersey, et morte le 14 octobre 2014 à Los Angeles  en Californie.

## Biographie

### Débuts
Elizabeth Maria Peña est née le 23 septembre 1959 à Elizabeth, dans le New Jersey.

### Carrière
D'une famille originaire de Cuba, Elizabeth Peña est diplômée en théâtre en 1977. Elle commence sa carrière au cinéma en 1979, avec la comédie dramatique El Súper. Elle apparaît par la suite dans de nombreux seconds rôles : dans Le Clochard de Beverly Hills (1986), Miracle sur la 8e rue (1987), aux côtés de Jamie Lee Curtis dans Blue Steel (1990) ou de Tim Robbins dans L'Échelle de Jacob (1990).
L'un de ses rôles les plus connus est celui de Rosie Morales dans le film La Bamba, en 1987. Elle se fait aussi remarquer en 1998 dans le film Rush Hour (1998).
La comédienne alterne sa carrière entre cinéma et télévision. Elle figure ainsi au générique de nombreuses séries télévisées, telles que NCIS : Enquêtes spéciales, Modern Family, Major Crimes ou American Dad!. 

### Décès
Elle est décédée le 14 octobre 2014 à Los Angeles, en Californie, d'une cirrhose du foie et d'un abus d'alcool, à l'âge de 55 ans.

## Filmographie

### Cinéma
- 1979 : El Súper, de Leon Ichaso et Orlando Jiménez Leal
- 1980 : Times Square, d'Allan Moyle
- 1981 : Et tout le monde riait (They All Laughed), de Peter Bogdanovich
- 1985 : Crossover Dreams, de Leon Ichaso
- 1986 : Le Clochard de Beverly Hills (Down and Out in Beverly Hills), de Paul Mazursky
- 1987 : La Bamba, de Luis Valdez
- 1987 : Miracle sur la 8e rue (*batteries not included), de Matthew Robbins
- 1988 : Vibes, de Ken Kwapis
- 1990 : Blue Steel de Kathryn Bigelow
- 1990 : L'Échelle de Jacob (Jacob's Ladder), d'Adrian Lyne
- 1992 : The Waterdance, de Neal Jimenez et Michael Steinberg
- 1994 : Dead Funny, de John Feldman
- 1995 : Across the Moon, de Lisa Gottlieb
- 1995 : Sauvez Willy 2 (Free Willy 2: The Adventure Home), de Dwight H. Little
- 1996 : Lone Star, de John Sayles
- 1996 : Recon, de Breck Eisner
- 1997 : Gridlock'd, de Vondie Curtis-Hall
- 1998 : The Pass, de Kurt Voss
- 1998 : Rush Hour, de Brett Ratner
- 1998 : Strangeland, de John Pieplow
- 1999 : Seven Girlfriends, de Paul Lazarus
- 2001 : Ten Tiny Love Stories, de Rodrigo García
- 2001 : Things Behind the Sun, d'Allison Anders
- 2001 : Tortilla Soup, de María Ripoll
- 2001 : La Frontière de l'espoir (On the Borderline), de Michael Oblowitz
- 2002 : Impostor, de Gary Fleder
- 2002 : ZigZag, de David S. Goyer
- 2004 : Les Indestructibles (The Incredibles), de Brad Bird (voix)
- 2005 : How the Garcia Girls Spent Their Summer (en), de Georgina Riedel
- 2005 : Transamerica, de Duncan Tucker
- 2005 : Down in the Valley, de David Jacobson
- 2005 : Keep Your Distance, de Stu Pollard
- 2005 : Adieu Cuba (The Lost City), d'Andy García
- 2005 : Sueño, de Renee Chabria
- 2007 : Adrift in Manhattan, d'Alfredo De Villa
- 2007 : D-War, de Shim Hyung-rae
- 2007 : Goal! 2: Living the Dream..., de Jaume Collet-Serra
- 2008 : Nothing Like the Holidays, de Alfredo De Villa
- 2009 : Mother and Child, de Rodrigo García
- 2009 : Becoming Eduardo, de Rod McCall
- 2009 : Down for Life, de Alan Jacobs
- 2011 : The Perfect Family, de Anne Renton
- 2013 : Blaze You Out, de Mateo Frazier et Diego Joaquin Lopez
- 2013 : Plush, de Catherine Hardwicke
- 2014 : Girl on the Edge, de Jay Silverman
- 2015 : Grandma : Carla
- 2015 : Ana Maria in Novela Land

### Télévision
- 1985 : Cagney et Lacey (Cagney & Lacey) de Barbara Avedon et Barbara Corday
  - Ordinary Hero
- 1985 : Hooker (T.J. Hooker)
  - Arnaques (Rip-off)
- 1986 : Tough Cookies de James Frawley
- 1986 : Capitaine Furillo (Hill Street Blues) de Steven Bochco et Michael Kozoll
  - Come and Get It (1986)
- 1987 : I Married Dora de Peter H. Hunt
- 1989 : Le Coup de Shannon (Shannon's Deal) de Lewis Teague
- 1990 : Drug Wars: The Camarena Story de Brian Gibson
- 1990 : Le Bluffeur (Shannon's Deal) de John Sayles
- 1992 : Un fugitif parmi nous (Fugitive Among Us) de Michael Toshiyuki Uno
- 1993 : Dream On de Marta Kauffman
  - Vengeance féminine (Super Freak) de Paul Lazarus
- 1994 : La Loi de Los Angeles (L.A. Law) de Steven Bochco et Terry Louise Fisher
  - La Fièvre acheteuse (Leap of Faith)
  - L'Accident (Pacific Rimshot) de Charles Haid
  - Les chewing-gums d'Eli (Eli's Gumming) de Dennis Dugan
  - Le Dernier Jugement (Whistle Stop) de Randy Roberts
- 1994 : Roommates d'Alan Metzger
- 1995 : Two d'Anthony Hickox
- 1995 : Au-delà du réel : L'aventure continue (The Outer Limits)
  - Les Yeux de la peur (Living Hell) de Graeme Campbell
- 1995 : Le Retour des envahisseurs (The Invaders) de Paul Shapiro
- 1996 : It Came from Outer Space II de Roger Duchowny
- 1997 : Contamination (Contagious) de Joe Napolitano
- 1997 : La Seconde Guerre de Sécession (The Second Civil War) de Joe Dante
- 1997 : La Loi du colt (Dead Man's Gun)
  - Fortune Teller
- 1998 : The Eddie Files
  - Charts & Graphs: The Dessert Derby de Rob Mikuriya
- 1998 : Aldrich Ames - Agent trouble (Aldrich Ames: Traitor Within) de John Mackenzie
- 1999 : Border Line de Ken Kwapis
- 2001 : Resurrection Blvd.
  - Arriba Y Abajo
- 2003 : Boston Public de David E. Kelley
  - Chapitre quarante-sept (Chapter Forty-Seven)
  - Chapitre cinquante-quatre (Chapter Fifty-Four)
- 2003 : Les Experts : Miami (CSI: Miami)
  - Quitte ou double (Simple Man) de Greg Yaitanes
- 2004 : Scandale à Hollywood (The Hollywood Mom's Mystery) de David S. Cass Sr.
- 2004 : La Frontière de l'infidélité (Suburban Madness) de Robert Dornhelm
- 2004 : Maya & Miguel de Tony Kluck
- 2004 : NCIS : Enquêtes spéciales (Navy NCIS: Naval Criminal Investigative Service) de Donald P. Bellisario et Don McGill
  - Dommages collatéraux (Terminal Leave) de Jeff Woolnough
- 2005 : FBI : Portés disparus (Without a Trace) de Hank Steinberg
  - Écart de conduite (Neither Rain Nor Sleet) de Timothy Busfield
- 2005 : Ligue de Justice d'Amérique (Justice League) de Gardner Fox
  - Starcrossed: Part 1 de Butch Lukic
  - Starcrossed: Part 2 de Dan Riba
  - Starcrossed: Part 3
  - Hunter's Moon
- 2005 : Numb3rs de Cheryl Heuton et Nicolas Falacci
  - Le Condor (Assassin) de Bobby Roth
- 2007 : American Dad!, de Seth MacFarlane, Mike Barker et Matt Weitzman
  - American Dream Factory
- 2009 : Ghost Whisperer
  - This Joint's Haunted
- 2011 : Off the Map : Urgences au bout du monde (Off the Map), de Shonda Rhimes, Jenna Bans et Betsy Beers
  - De l'autre côté du mur (I'm Home) de Randall Zisk
  - Le salut des surfeurs (Everything's as It Should Be) de Karen Gaviola
  - Petite colombe (Hold on Tight) de Jeff Bleckner
  - Retour à la case départ (There’s A Lot to Miss About the Jungle) de Randall Zisk
- 2013 : Dans l'ombre du doute (In the Dark) de Richard Gabai
- 2013 : Major Crimes
  - Under the influence
- 2013 : Modern Family
  - Fulgencio
  - The Old Man & the Tree
- 2014 : Matador - 7 épisodes : Maritza Sandoval

## Voix françaises

### En France
- Odile Schmitt dans :
  - La Frontière de l'infidélité (téléfilm)
  - Ana Maria in Novela Land

- Annie Balestra dans Le Clochard de Beverly Hills
- Pascale Bouvet dans La Bamba
- Laurence Crouzet dans Miracle sur la 8e rue
- Marie-Laure Beneston dans Blue Steel
- Pascale Vital dans Le Retour des envahisseurs (série télévisée)
- Marie Vincent dans Lone Star
- Séverine Morisot dans La Seconde Guerre de Sécession (téléfilm)
- Laure Sabardin dans Rush Hour
- Juliette Degenne dans Les Indestructibles (voix)
- Brigitte Virtudes dans Off the Map : Urgences au bout du monde (série télévisée)
- Évelyne Grandjean dans Ghost Whisperer (série télévisée)

### Au Québec
- Linda Roy dans :
  - Heure limite
  - Transamerica

- Patricia Tulasne dans Les Incroyable (voix)